# Jan Kozłowski (biolog)
Jan Marcin Kozłowski (ur. 13 grudnia 1946 w Poznaniu) – polski naukowiec, profesor nauk biologicznych, biolog ewolucyjny, pracownik naukowo-dydaktyczny Uniwersytetu Jagiellońskiego w Krakowie oraz Państwowej Wyższej Szkoły Zawodowej w Tarnowie. Członek krajowy korespondent PAN (Wydziału II Nauk Biologicznych i Rolniczych) oraz członek czynny PAU (Wydziału IV Przyrodniczego), laureat Nagrody Fundacji na rzecz Nauki Polskiej.

## Życiorys

### Lata młodzieńcze
Jan Kozłowski jest synem Marii i Tadeusza. Jego ojciec był jednym z założycieli Wyższej Szkoły Inżynierskiej, późniejszej Politechniki Poznańskiej. W 1959 roku rodzina Kozłowskich przeprowadziła się z Poznania do Krakowa. Jan Kozłowski ukończył II Liceum Ogólnokształcące im. Króla Jana III Sobieskiego w Krakowie, a po zdaniu matury rozpoczął studia biologiczne na Uniwersytecie Jagiellońskim.
Jako uczeń prowadził obserwacje ptaków nad Wisłą, a później w czasie ich przelotów brał udział w akcjach obrączkowania. Jego ornitologiczna pasja zaowocowała napisaniem w 1969 roku pracy magisterskiej dot. liczebności i rozmieszczenia ptaków w rezerwacie Turbacz. W czasie studiów Kozłowski należał do Koła Przyrodników Studentów UJ. W 1964/1965 był skarbnikiem Koła, a następnie został wybrany wiceprezesem i pełnił tę funkcję przez dwa lata akademickie 1965/1966 oraz 1966/1967.

### Wykształcenie i kariera naukowa
W 1969 roku ukończył studia magisterskie z biologii na Uniwersytecie Jagiellońskim broniąc pracę magisterską „Liczebność i rozmieszczenie ptaków w rezerwacie „Turbacz” w Gorcach”. W 1976 roku obronił doktorat w dyscyplinie nauki przyrodnicze (Uniwersytet Jagielloński) rozprawą „Wydajność eksploatowanych populacji laboratoryjnych Daphnia magna Straus”, a w roku 1986 otrzymał stopień doktora habilitowanego w dyscyplinie ekologia (Uniwersytet Jagielloński) na podstawie pracy „Optymalizacja wieku dojrzewania i rozmiarów ciała zwierząt i roślin”. W 1996 roku otrzymał tytuł profesora w dziedzinie nauki biologiczne o specjalności: ekologia ewolucyjna i teoretyczna.
W latach 1970–1974 Jan Kozłowski był zatrudniony na Uniwersytecie Śląskim w Katowicach. Kiedy pojawiła się możliwość uzyskania etatu w Krakowie, powrócił do swojej Alma Mater. W roku 1974 dołączył do zespołu Zakładu Ekologii Zwierząt Uniwersytetu Jagiellońskiego kierowanego przez prof. Władysława Grodzińskiego. Od 1981 do 1983 roku przebywał na stypendium podoktorskim na Uniwersytecie w Athens (Georgia, USA), gdzie współpracował z prof. Richardem G. Wiegertem. W 1984 roku przeszedł do Zakładu Hydrobiologii UJ. Po odejściu na emeryturę prof. Anny Czapik w 1995 roku Kozłowski objął stanowisko kierownika Zakładu Hydrobiologii i kierował nim do roku 2007, kiedy to Rada Instytutu Nauk o Środowisku (INoŚ) UJ zwróciła się do JM Rektora UJ prof. Karola Musioła o zmianę struktury administracyjnej Instytutu. Od 1 lipca 2007 Jan Kozłowski kieruje zespołem Ewolucji Strategii Życiowych w INoŚ na Wydziale Biologii i Nauk o Ziemi Uniwersytetu Jagiellońskiego. Jest również kierownikiem Zakładu Ochrony Środowiska w Instytucie Matematyczno-Przyrodniczym Państwowej Wyższej Szkoły Zawodowej w Tarnowie. W latach 1999–2002 był zastępcą Dyrektora INoŚ, a 2002-2008 Dyrektorem INoŚ. Za jego kadencji Instytut Nauk o Środowisku UJ uzyskał status Centrum Doskonałości Unii Europejskiej (European Community – Center of Excellence).
Jan Kozłowski odbył wiele krótko- i długoterminowych wyjazdów naukowych do ośrodków w Europie i USA. Współpracuje z instytucjami w Polsce oraz za granicami, np. z Zakładem Taksonomii Roślin Uniwersytetu im. Adama Mickiewicza w Poznaniu; Instytutem Ochrony Przyrody PAN w Krakowie; Max Planck Institute for Demographic Research in Rostock (Niemcy); Institute of Mathematics, University of Würzburg (Niemcy); Biodiversity Research Group, Department of Zoology, Charles University in Prague (Czechy); Department of Arctic Biology, University Centre in Svalbard, Longyearbyen (Norwegia).
Był wielokrotnie zapraszany przez środowisko naukowe do wygłoszenia referatów jak np. „The meaning of terms growth rate and adult size in determinate and indeterminate growers” dla Society for Integrative and Comparative Biology, Nowy Orlean, USA (2004); „The reasons why life histories are diverse” dla Symposium for European Freshwater Sciences, Kraków (2005); „Mortality plateau: the role of optimal resource allocation, mutation pressure and heritability” dla Evolutionary Demography of Aging Workshop, Durham University, Wielka Brytania (2006); „Cell size, temperature, and body size optimization in ectotherms” dla ESF Workshop „Thermal adaptation in ectotherms: Linking life history, physiology and behaviour” Barcelona, Hiszpania (2007); „If body mass determines metabolic rate, then what determines body mass?” dla British Ecological Society, Hatfield, Wielka Brytania (2009); „Allocation dilemmas in plants” Mathematical Modeling of Plant Development, Columbus, Ohio (2010); „Scaling of metabolic rate. Enigma or a trivial problem?” Annual Main Meeting, Society for Experimental Biology, Prague (2010).

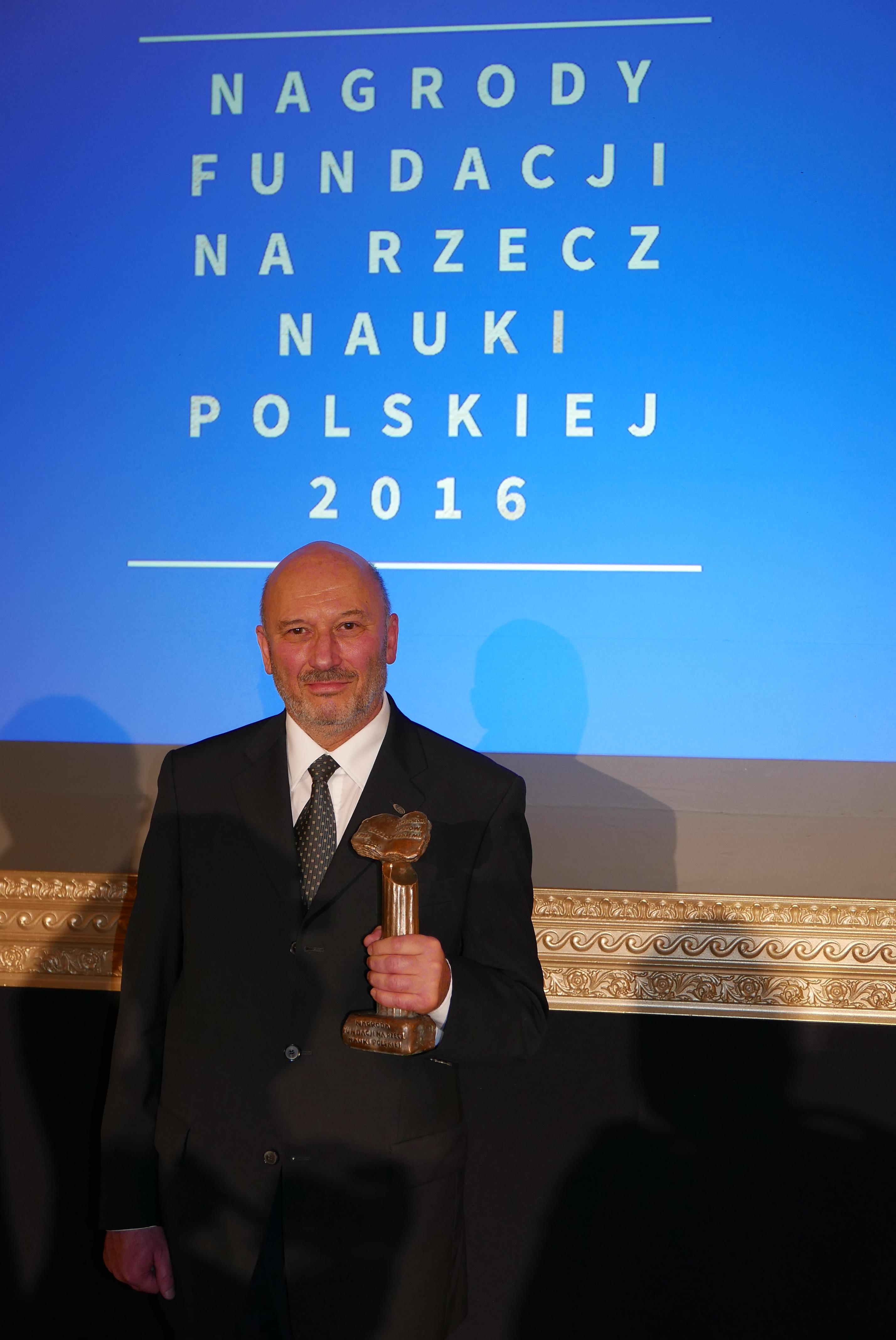
prof. Jan Marcin Kozłowski, Laureat Nagrody Fundacji na rzecz Nauki Polskiej, Warszawa, 8 grudnia 2016

### Problematyka badawcza
Zainteresowania badawcze Jana Kozłowskiego koncentrują się głównie wokół ekologii, fizjologii oraz ewolucji strategii życiowych organizmów. Opracowuje modele ewolucyjne wykorzystujące zasadę optymalnego lokowania zasobów w funkcje życiowe organizmu, a także zajmuje się testowaniem empirycznym tych modeli. W roku 2016 otrzymał prestiżową Nagrodę Fundacji na rzecz Nauki Polskiej w obszarze Nauk o Życiu i o Ziemi za sformułowanie i eksperymentalną weryfikację teorii wyjaśniającej różnorodność strategii życiowych organizmów jako efektu optymalnej alokacji zasobów. Kluczowym dla rozwoju tej teorii był esej teoretyczny z 1992 roku „Optimal allocation of resources to growth and reproduction: Implications for age and size at maturity” opublikowany w czasopiśmie Trends in Ecology and Evolution, w którym Kozłowski opisał jak organizmy rozporządzają dostępnymi zasobami na potrzeby wzrostu i rozmnażania oraz jaki ma to wpływ na wiek dojrzewania i masę ciała. Stosując zasadę optymalnego podziału zasobów, Kozłowski bada również ewolucję, jak dotąd niewyjaśnionego przez naukę, zachowania wielu organizmów zmiennocieplnych (których temperatura ciała zależy od temperatury otoczenia). Organizmy takie w ciepłym środowisku rosną szybko, ale z powodu wczesnego dojrzewanie osiągają mniejsze rozmiary ciała w porównaniu z organizmami żyjącymi w zimnym środowisku. Prace badawcze Kozłowskiego mają także decydujący wpływ na rozwinięcie koncepcji adaptatywnej wartości rozmiaru komórek, zaproponowanej w 1983 roku przez prof. Henryka Szarskiego. Dzięki utworzonym w zespole Kozłowskiego nowym laboratoriom: histologicznym (w 2010) oraz ekologii termalnej (w 2012) możliwe stało się dalsze rozwijanie badań empirycznych przy wykorzystaniu specjalistycznej aparatury. Kluczowymi kursami prowadzonymi przez Kozłowskiego na Uniwersytecie Jagiellońskim są „mechanizmy ewolucji” i „ewolucjonizm”. Poza tym swego rodzaju hobby naukowym Jana Kozłowskiego jest propagowanie idei odnawialnych źródeł energii na zajęciach ze studentami prowadząc kurs „odnawialne źródła energii”.
Kozłowski jest autorem lub współautorem kilkudziesięciu publikacji naukowych oraz licznych artykułów popularnonaukowych. Jego publikacja, napisana wspólnie z Markiem Konarzewskim, „Is West, Brown and Enquist’s model of allometric scaling mathematically correct and biologically relevant?” i opublikowana w 2004 została uznana przez Functional Ecology za jedną z dziesięciu najbardziej wpływowych publikacji wydanych przez to czasopismo.

## Dorobek naukowy

### Wykaz publikacji wg Web of Sciences
https://www.webofscience.com/wos/author/record/K-5549-2012

### Książki, podręczniki akademickie, rozdziały w książkach, monografie
- Głowaciński Z., Kozłowski J., Weiner J. 1984. Energy and matter flow through bird population. (red.), W. Grodziński, J. Weiner, P. F. Maycock, [w] Forest ecosystems in industrial regions, Ecological Studies 49, Springer Verlag, Berlin, s. 125–131. ISBN 978-3-642-69804-0.
- Sawicka-Kapusta K., Kozłowski J. 1984. Flow of heavy metals through selected homoterms consumers. (red.), W. Grodziński, J. Weiner, P. F. Maycock, [w] Forest ecosystems in industrial regions, Ecological Studies 49, Springer Verlag, Berlin, s. 139–142. ISBN 978-3-642-69804-0.
- Górecki A., Kozłowski J., Gębczyński M. 1987. Ćwiczenia z ekologii. Podręcznik dla studentów biologii ogólnej i biologii środowiskowej. Kraków-Białystok, 275.
- Janczur, M., Kozłowski, J., Laskowski, R. 2000. Optimal allocation, life history and heavy metal accumulation: A dynamic programming model. (red.), Kammenga, J., Laskowski, R., [w] Demography in ecotoxicology. Wiley & Sons, London, s. 179–197. ISBN 978-0-471-49002-9.
- Czarnoleski, M., Kozłowski, J., Lewandowski, K., Müller, T., Stańczykowska, A. 2010. An evolutionary perspective on the geographic and temporal variability of life histories in European zebra mussels. (red.) G. Van der Velde, S. Rajagopal, A. Bij de Vaate, [w] The Zebra Mussel in Europe, Backhuys Publishers, Leiden; Margraf Publishers, Weikersheim, s. 169–182.
- Kozłowski J. 2011. Energia-Klimat-Kryzys. (red.) A. Żurek ks., [w] Odpowiedzialność za życie i stworzony świat. Quaestiones ad disputandum 11, Wyd. BIBLOS, Tarnów, s. 33–38. ISBN 978-83-733291-3-3.
- Kozłowski, J. Czarnoleski, M. 2016. From ape to Einstein: some speculations on the evolution of morality, mind, and cooperation in humans. (red.) J. Stelmach, B. Brożek, Ł. Kwiatek, [w] The Normative Mind, Copernicus Center Press, Krakow, s. 65–88. ISBN 978-83-7886-082-2.

### Kierownik projektów badawczych
- 2000-2002 – Wpływ jakości rodziców, daty wyklucia oraz płci na aktywność układu odpornościowego piskląt sikory bogatki Parus major (grant MNiSW)[11]
- 2003-2006 – Allometrie międzygatunkowe i rozkłady wielkości ciała jako wynik optymalnego lokowania zasobów (grant MNiSW)[11]
- 2009-2011 – Wpływ wielkości komórek na skalowanie tempa metabolizmu z rozmiarami ciała ptaków i ssaków (grant MNiSW)[10]
- 2012-2016 – Rola wielkości komórek w kształtowaniu allometrii tempa metabolizmu i zależności wielkości ciała od temperatury – doświadczalne testowanie hipotez i budowa teorii ewolucji strategii życiowych zintegrowanej z fizjologią i biologią komórki (grant Maestro, NCN)[18]

### Promotor prac doktorskich
- 1996 – Ewolucja długości życia jako wynik optymalnego podziału zasobów we wzrost, reprodukcję i naprawę uszkodzeń, Mariusz Cichoń[11]
- 1998 – Pomiary i mechanizm działania krótkoterminowych nacisków selekcji na cechy ilościowe u sikory bogatki Parus major, Tadeusz Zając[11]
- 1998 – Optymalny podział zasobów pomiędzy produkcję nasion a rozmnażanie wegetatywne u roślin, Paweł Olejniczak[11]
- 1999 – Optimal energy allocation to growth, reproduction and decontamination, Mariusz Krzysztof Janczur[11]
- 2001 – Cross-population allometries of zebra mussel life history traits – testing optimality models, Marcin Czarnołęski[11]
- 2001 – Zmiana parametrów ekosystemów pod wpływem bobra Castor sp., Andrzej Czech[11]
- 2003 – Układ odpornościowy a strategie życiowe ptaków z grupy dziuplaków, Anna Dubiec[11]
- 2006 – Modelowanie wpływu optymalnego lokowania zasobów na krzywe przeżywania w heterogennych populacjach, Maciej Dańko[11]
- 2007 – Zróżnicowanie cech historii życia racicznicy zmiennej Dreissena polymorpha Pallas, Tomasz Müller[19]
- 2012 – Optymalna alokacja zasobów u organizmów wieloletnich, Maciej Ejsmond[11]

## Członkostwo

### Instytucje i organizacje naukowe
- Polska Akademia Umiejętności – członek korespondent od 1998; członek czynny od 2016 r.[20]
- Polska Akademia Nauk – członek korespondent od 2004 r.[3]
- Komitet Ekologii PAN – członek od 1990 do 2007 r.[10]
- Komitet Biologii Ewolucyjnej i Teoretycznej PAN – członek od 1998; przewodniczący od 2007 do 2016 r.; od 2016 członek Komitetu Biologii Środowiskowej i Ewolucyjnej PAN.[21]
- Komitet Problemów Energetyki PAN – członek od 2007 r.[10]
- European Society for Evolutionary Biology[10]
- Society for Experimental Biology[10]

### Rady Naukowe
- Wydziału Biologii i Nauk o Ziemi Uniwersytetu Jagiellońskiego od 1986 r.[10]
- Instytutu Ekologii PAN 1999-2003 r.[10]
- Centrum Badań Ekologicznych PAN 2006-2009 r.[10]
- Instytutu Ochrony Przyrody PAN 2006-2010 r., od 2014 r.[10]
- Zakładu Ichtiobiologii i Gospodarki Rybackiej PAN w Gołyszu, od 2014 r.[10]

### Rady Redakcyjne czasopism naukowych
Kozłowski był członkiem rad redakcyjnych Wiadomości Ekologicznych (od 1994), Polish Journal of Ecology (od 1994), Functional Ecology (1999-2007), Ecology Letters (1999-2005), Journal of Evolutionary Biology (1999-2003).

## Działalność społeczna
Na początku 2022 był sygnatariuszem listu otwartego do Komisji Europejskiej z apelem o podjęcie wszelkich możliwych kroków w celu natychmiastowego wstrzymania przez rząd polski budowy muru na granicy polsko-białoruskiej, do czasu przeprowadzenia zgodnej z prawem Unii Europejskiej i wymogami ochrony przyrody oceny oddziaływania tego przedsięwzięcia na spójność sieci Natura 2000.

## Nagrody i wyróżnienia
- Laureat licznych nagród JM Rektora Uniwersytetu Jagiellońskiego za działalność naukową[10]
- Laureat Nagrody Adama Krzyżanowskiego przyznanej przez JM Rektora Uniwersytetu Jagiellońskiego (2000)[10]
- Laureat Programu Mistrz Fundacji na rzecz Nauki Polskiej (2004)[24]
- Laureat Nagrody Fundacji na rzecz Nauki Polskiej w obszarze Nauk o Życiu i o Ziemi (2016)[25][26]